# República Tagala
La República Tagala (en tagal: Republika ng Katagalugan) va ser un petit estat no reconegut que va existir en dues èpoques separades: la primera entre 1896 i 1897 contra l'ocupació espanyola i la segona entre 1902 i 1906 contra l'ocupació estatunidenca. Se situava a l'interior de l'illa de Luzón (Filipines). En ambdues ocasions es va formar amb el mateix objectiu: crear cossos revolucionaris que participessin en la Revolució Filipina contra l'Imperi Espanyol i la Guerra Filipino-Estatunidenca. Tots dos estaven connectats amb el moviment revolucionari i anticolonialista Katipunan.

## Història

### Orígens
En 1896 la Revolució Filipina va esclatar després del descobriment de la Katipunan per les autoritats colonials espanyoles. Abans de l'esclat de les hostilitats, la Katipunan s'havia convertit en un govern revolucionari obert. Després de la repressió un any després, l'Estat va desaparèixer per un temps, però tornaria a néixer per derrotar el nou colonitzador nord-americà. En el període de la descolonització espanyola s'estableix la Primera República Filipina.
En 1902 el general Macario Sakay, un veterà membre de la Katipunan, va establir la seva pròpia República a les muntanyes de Dimasalang (avui, la província de Rizal), ocupant la presidència Francisco Carreón amb el títol de vicepresident. A l'abril de 1904, Sakay va publicar un manifest declarant el dret filipí a la lliure determinació en un moment en el qual el suport a la independència era considerat un crim per les forces d'ocupació estatunidenques en les Filipines.

### Final
La República va acabar el 1906 quan Sakay, els seus líders i els seus seguidors van ser arrestats i a l'any següent executats per les autoritats estatunidenques, acusant-los de bandits. Alguns dels supervivents van escapar al Japó per unir-se amb Artemio Ricarte, un veterà exiliat de la Katipunan. Es consolida així la presència estatunidenca en les Filipines.

## Govern
El govern de la segona època (1902-1906) estava compost per capdavanters independentistes en contra l'ocupació estatunidenca. Eren:
| Posició             | Nom                |
| ------------------- | ------------------ |
| President           | Macario Sakay      |
| Vicepresident       | Francisco Carreón  |
| Ministre de Guerra  | Domingo Moriones   |
| Ministre del Govern | Alejandro Santiago |
| Ministre d'Estat    | Nicolás Rivera     |